# 봄 (벨기에)

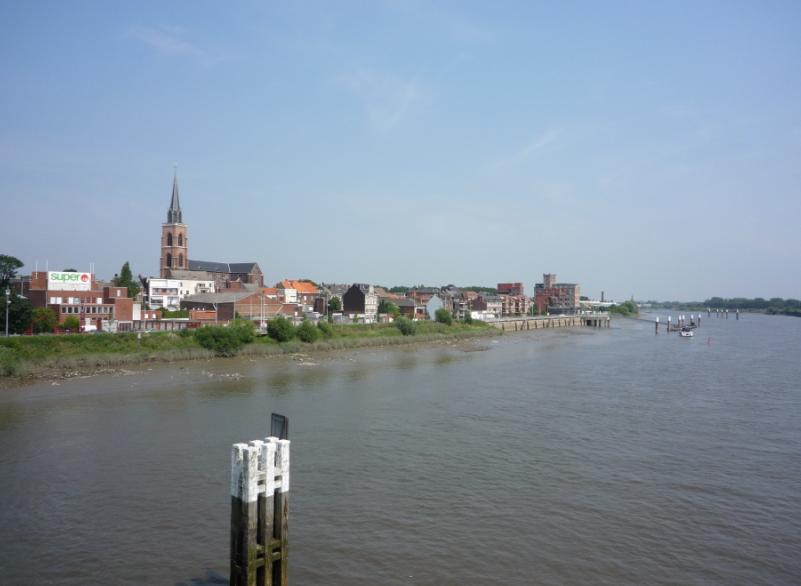
봄

봄(네덜란드어: Boom)은 벨기에 플란데런 지역 안트베르펜주에 위치한 도시로, 인구는 16,989명이다.